# Joey Bosa
Joey Bosa (nacido el 11 de julio de 1995) es un jugador profesional de fútbol americano estadounidense que juega en la posición de defensive end y actualmente milita en los Buffalo Bills de la National Football League (NFL).

## Biografía
Bosa asistió a St. Thomas Aquinas High School. Allí fue considerado un 4 estrellas por Rivals.com, y en 2012, Bosa comunicó que se graduaría en la Universidad Estatal de Ohio.
En Ohio State, Bosa jugó para los Buckeyes de 2013 a 2015. Su primer año acabó con 44 tackles y 7.5 sacks, siendo nombrado All-American por Sporting News y College Football News. Para 2014, fue nombrado nuevamente All-American -unánimemente-, acabando la temporada con 13.5 sacks y 55 tackles.

## Carrera

### San Diego/Los Angeles Chargers
Bosa fue seleccionado por los San Diego Chargers en la primera ronda (puesto 3) del draft de 2016. El 29 de agosto de 2016, Bosa firmó un contrato de cuatro años.

## Estadísticas generales
|  | Seleccionado al Pro Bowl |

| Año   | Equipo | Juegos | Juegos | Tacleadas | Tacleadas | Tacleadas | Tacleadas | Tacleadas | Intercepciones | Intercepciones | Intercepciones | Intercepciones | Intercepciones | Intercepciones | Balones sueltos | Balones sueltos | Balones sueltos | Balones sueltos |
| Año   | Equipo | GS     | GP     | Comb      | Total     | Ast       | Sack      | SFTY      | PDef           | Int            | Yds            | Avg            | Lng            | TDs            | FF              | FR              | Yds             | TD              |
| ----- | ------ | ------ | ------ | --------- | --------- | --------- | --------- | --------- | -------------- | -------------- | -------------- | -------------- | -------------- | -------------- | --------------- | --------------- | --------------- | --------------- |
| 2016  | SDG    | 12     | 11     | 41        | 29        | 12        | 10.5      | --        | 0              | --             | --             | --             | --             | --             | 0               | 0               | --              | --              |
| 2017  | LAC    | 16     | 16     | 70        | 54        | 16        | 12.5      | --        | 1              | --             | --             | --             | --             | --             | 4               | 1               | 0               | 0               |
| 2018  | LAC    | 7      | 6      | 23        | 18        | 5         | 5.5       | --        | 0              | --             | --             | --             | --             | --             | 0               | 1               | 0               | 0               |
| 2019  | LAC    | 16     | 16     | 67        | 47        | 20        | 11.5      | --        | 0              | --             | --             | --             | --             | --             | 1               | 0               | --              | --              |
| 2020  | LAC    | 12     | 10     | 39        | 29        | 10        | 7.5       | --        | 1              | --             | --             | --             | --             | --             | 0               | 1               | 0               | 0               |
| Total | Total  | 63     | 59     | 240       | 177       | 63        | 47.5      | --        | 2              | --             | --             | --             | --             | --             | 5               | 3               | 0               | 0               |

Fuente: Pro-Football-Reference.com